# Tragas o escupes
Tragas o escupes è il decimo album in studio della band spagnola Jarabe de Palo. È stato pubblicato il 26 maggio 2020 sotto la Tronco Records. L'album inizialmente previsto per settembre 2020 viene pubblicato in maggio anche in conseguenza dell'aggravarsi delle condizioni di salute del frontman Pau Donés che morirà il 9 giugno. Viene distribuito inizialmente su tutte le piattaforme di streaming.
Il primo singolo estratto è Eso que tú me das, pubblicato il 25 maggio 2020. Al videoclip del singolo partecipa la figlia di Pau Donés, Sara, di 16 anni.

## Storia
All'inizio di gennaio 2019 attraverso i suoi canali social Pau Donés, malato da tempo, annuncia l'interruzione della propria attività musicale. Inaspettatamente l'8 aprile 2020 la band pubblica un video dal titolo Vuelvo dove il frontman della band canta una canzone accompagnato solo dalla chitarra acustica. Segue il 13 aprile un video ufficiale dal titolo Volvemos dove viene annunciata la ripresa dell'attività. 
Sui canali social della band verranno pubblicati una serie di brevi video dei lavori di registrazione.
L'album sarebbe dovuto uscire a settembre ma la band decise di anticipare la data quando i medici comunicarono al cantante che, in conseguenza della sua malattia, probabilmente non sarebbe riuscito ad arrivare a settembre. La registrazione dell'album non fu facile, poiché Pau era spesso in ospedale per continuare la terapia ma il cantante voleva vedere il suo ultimo album pubblicato prima di morire.

## Tracce
L'album è composto da 11 tracce. Alla traccia che dà il titolo al disco, Tragas O Escupes, collabora la cantante spagnola Elsa Rovayo conosciuta come La Shica.
1. Vuelvo – 3:26
2. Misteriosamente Hoy – 3:06
3. Eso que tú me das – 3:35
4. La Vida Es El Momento – 3:07
5. Tragas O Escupes (feat. La Shica) – 3:13
6. Los Ángeles Visten De Blanco – 3:17
7. Valiente – 4:11
8. Hombrecitos – 3:38
9. Me Flechaste Ingrata – 3:24
10. Los Peces No Tienen Corazón – 4:06
11. Besos En El Ascensor – 3:34

## Formazione

### Jarabe de Palo
- Pau Donés – voce, chitarra
- Jaime Burgos – pianoforte
- Jordi Vericat – basso
- Alex Tenas – batteria, percussioni

### Altri musicisti
- La Shica - voce in Tragas o Escupes

## Classifiche
| Classifica (2020) | Posizione massima |
| ----------------- | ----------------- |
| Spagna            | 5                 |